# Pyrausta tatalis
Pyrausta tatalis là một loài bướm đêm trong họ Crambidae.